# سازمان آتش‌نشانی و مدیریت بلایای طبیعی (ژاپن)
سازمان آتش‌نشانی و مدیریت بلایای طبیعی (به ژاپنی: 消防庁, Shōbōchō) یا (FDMA)، یک آژانس خارجی وابسته به وزارت امور داخلی و ارتباطات در ژاپن است.